# Galassia Nana della Carena
La Galassia Nana della Carena è una piccola galassia nella costellazione della Carena.
Si tratta di una galassia nana sferoidale, satellite della nostra Via Lattea; la sua formazione sarebbe avvenuta in tempi relativamente recenti rispetto alle altre galassie satelliti: questo si evince dalla completa assenza al suo interno di stelle con età superiore ai 7 miliardi di anni, che sarebbe meno della metà della vita delle stelle più vecchie conosciute nella nostra Galassia. Le sue esigue dimensioni fanno sì che i più potenti telescopi siano in grado di risolverla quasi completamente. La sua distanza è stimata sui 330 000 anni-luce da noi, dunque una delle galassie satelliti più vicine.